# ظهرة علهب السافل (القفر)

تعديل مصدري - تعديل

ظهرة علهب السافل محلة تابعة لقرية مدحج السافل، التابعة لعزلة مدحجين بمديرية القفر إحدى مديريات محافظة إب في الجمهورية اليمنية، بلغ تعداد سكانها 42 حسب تعداد اليمن لعام 2004.